# Relieve en Naqsh-e Rostam de la victoria de Sapor I
El relieve en  Naqsh-e Rostam de la victoria de Sapor I se encuentra a 3 kilómetros de al norte de Persépolis. Es la talla en roca más impresionante de un conjunto de ocho tallas en roca sasánidas en la pared de roca por debajo de las tumbas de sus predecesores  aqueménidas.

## Descripción
Esta talla muestra una famosa escena en la cual el emperador romano, Valeriano se arrodilla ante Sapor I y solicita piedad. Sapor había vencido a Valeriano en la batalla de Edesa, en la cual la totalidad del ejército romano fue destruido y Valeriano fue hecho prisionero por Sapor. Esta fue la primera y única vez que un emperador romano fue hecho prisionero. Se muestra también al emperador Filipo el Árabe parado y el cuerpo de Gordiano III yace frente a las patas de la cabalgadura de Sapor.
Hay una inscripción en griego de cinco líneas debajo del caballo, pero está dañada. Se cree que había dos inscripciones adicionales, actualmente destruidas, en persa medio e idioma parto.